# 馬捷科瓦河

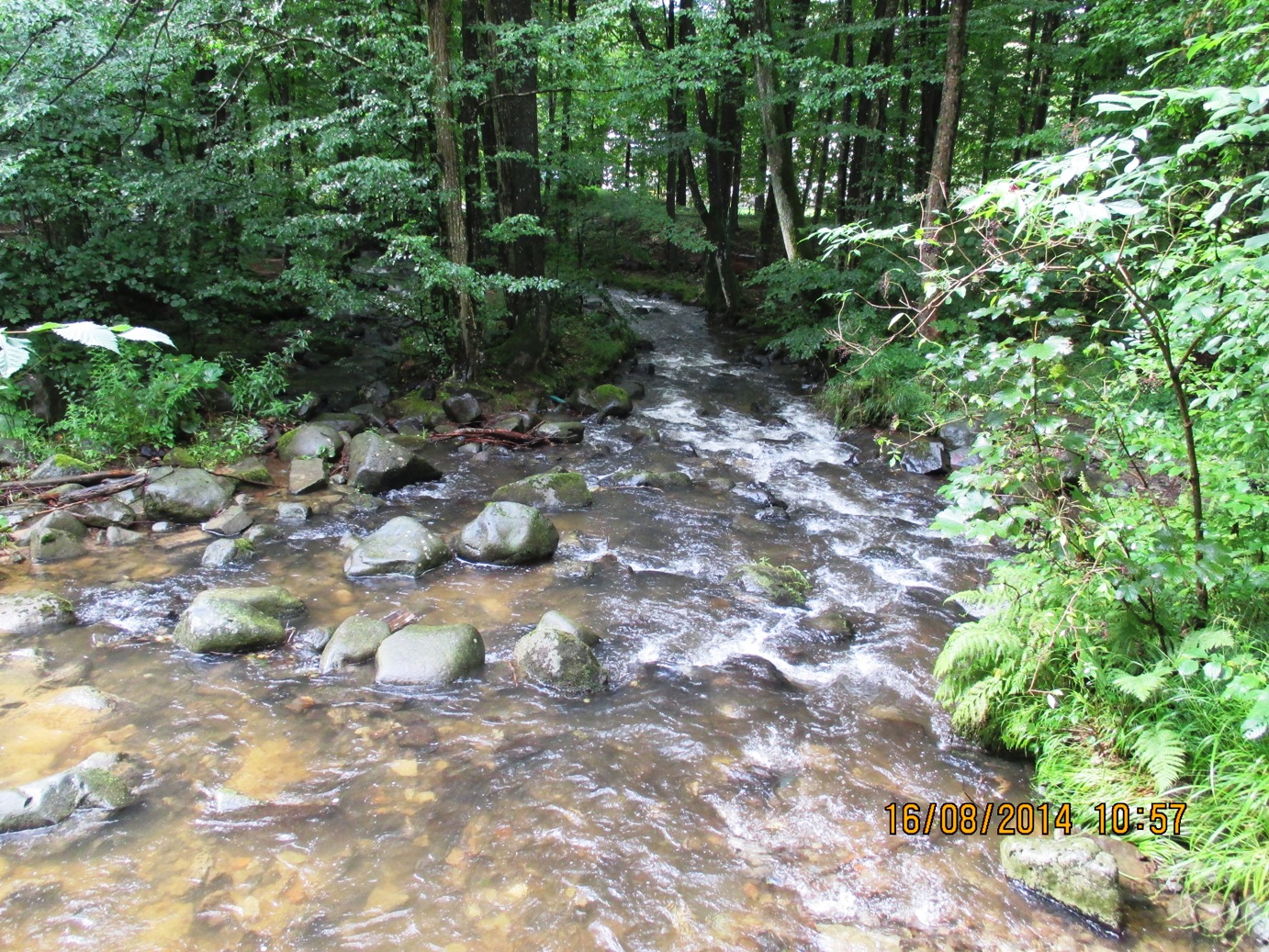

馬捷科瓦河（烏克蘭語：Матекова），是烏克蘭的河流，位於該國西部，屬於拉托里察河的右支流，發源自西尼亞克以北，流經外喀爾巴阡州，河道全長15公里，流域面積45.1平方公里。